# 런던 수학회

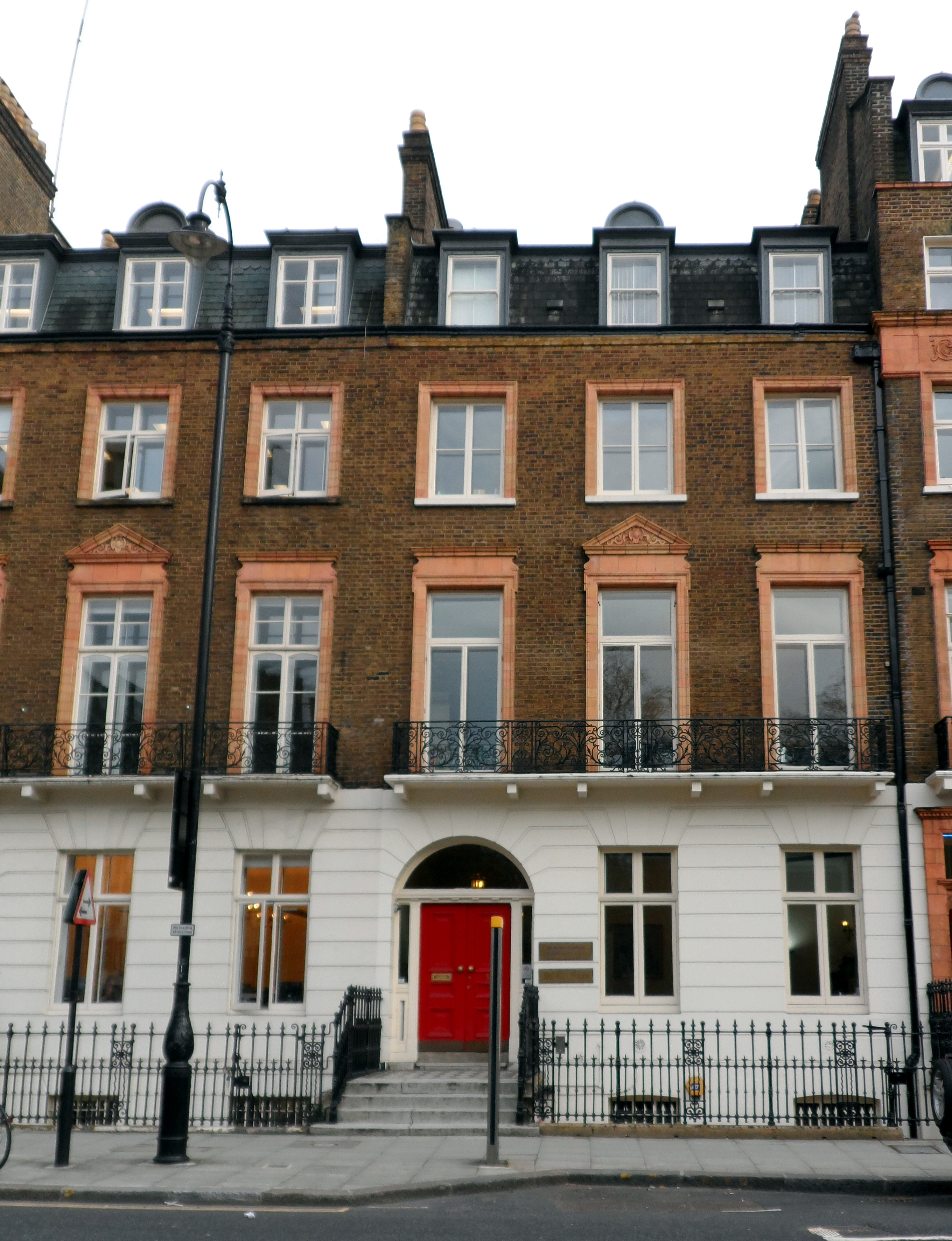
드 모르간 하우스

1865년에 설립된 런던 수학 협회(-數學協會, London Mathematical Society, LMS)는 영국의 수학 학회 중 하나이다.(다른 수학 학회로는 왕립 통계 학회 등이 있다.) 화이트헤드상을 포함한 13개 정도의 상을 수여하고 있다.

## 역사
이 협회는 1865년 1월 16일에 설립되었으며, 초대 회장은 오거스터스 드 모르간이었다. 최초의 회의는 유니버시티 칼리지 런던에서 열렸지만, 협회는 곧 피카딜리의 버링턴 하우스로 이전했다. 학회의 초기 활동에는 강연과 저널 발간이 포함되었다.
LMS는 1888년 미국수학회 설립의 모델로 사용되었다.
메리 카트라이트는 LMS의 첫 번째 여성 회장이었다(1961-62).
이 협회는 설립된 지 100년 후인 1965년에 칙허장을 받았다. 1998년에 협회는 버링턴 하우스의 방에서 블룸스버리의 러셀 스퀘어 57~58번지에 있는 드 모르건 하우스(협회의 초대 회장의 이름을 딴)로 이전하여 직원을 늘렸다.
2015년에 협회는 150주년을 기념했다. 다양한 회의, 행사 및 기타 활동을 통해 기념일을 기념했으며, 사회와 일상생활에서 수학이 지닌 역사적, 지속적인 가치와 보급을 강조했다.

## 출판물
Journal of Topology라는 과학 학술지를 출판한다. 또한, 소유 재단을 대신하여 Compositio Mathematica 저널을 발행하고, 유니버시티 칼리지 런던을 대신하여 Mathematika를, 그리고 영국 물리학회와 함께 Nonlinearity를 발행한다.
이전에는 Monographs 시리즈(미국 수학회와 공동으로)와 History of Mathematics 시리즈를 출판했다.

## 회장
드 모르간(1806~1871)이 1865부터 1866까지 회장을 맡았다. 그 외에도 제임스 조지프 실베스터, 아서 케일리, 헨리 존 스티븐 스미스, 제3대 레일리 남작 존 윌리엄 스트럿, 퍼시 알렉산더 맥메이헌, 제1대 켈빈 남작 윌리엄 톰슨, 윌리엄 번사이드, 조지프 라모어, 고드프리 해럴드 하디, 존 이든저 리틀우드, 루이스 모델, 에드워드 찰스 티치마시, 윌리엄 밸런스 더글러스 호지, 막스 뉴먼, 존 헨리 콘스턴틴 화이트헤드, 필립 홀, 메리 카트라이트, 아서 지오프리 워커, 마이클 아티야, 존 H. 코츠, 나이절 히친 등이 회장직을 지냈다.

## 같이 보기
- 독일 수학회
- 미국 수학회
- 응용수학 및 역학 학회
- 유럽수학회
- 왕립 통계 학회